# Znakovaná čeština
Znakovaná čeština je umělý znakový systém, který vychází z českého jazyka a snaží se o vizualizaci mluvené češtiny – produkcí se podobá znakovému jazyku, ale kopíruje gramatiku a slovosled jazyka mluveného. Tento umělý systém vymysleli slyšící lidé jednak pro jejich snadnější dorozumívání s lidmi neslyšícími, jednak pro usnadnění odezírání ohluchlých a nedoslýchavých osob a také pro lepší pochopení stavby české věty při výuce neslyšících dětí.

## Specifika znakované češtiny
Znakovaná čeština nemá svou vlastní gramatiku, jako například český znakový jazyk nebo český jazyk. Tento umělý znakový systém si půjčuje znaky českého znakového jazyka a gramatiku českého jazyka. Dále využívá znaky, které jsou přímo pro znakovanou češtinu speciálně vytvořeny a které v českém znakovém jazyce neexistují. Tyto speciálně vytvořené znaky například slouží k vyjádření koncovek českých slov. Spolu se znaky jsou artikulována slova z českého jazyka, znaky jsou řazeny pouze lineárně.

## Pohled na znakovanou češtinu
Za komunistického režimu bylo na znakovanou češtinu nahlíženo jako na prestižnější variantu českého znakového jazyka, protože je blíže většinovému českém jazyku (znakovaná čeština z českého jazyka vychází). Bylo to z důvodu, že znakový jazyk nebyl po dlouhou dobu brán jako přirozený a plnohodnotný jazyk, a to jak v České republice, tak ve světě. V České republice byla uznána přirozenost českého znakového jazyka až se zákonem č.155/ 1998 Sb. o znakové řeči v roce 1998.

## Zákon č.155/1998 Sb.
Znakovaná čeština je v zákoně č.155/1998 Sb. §6 (2) definována jako systém, který „využívá gramatické prostředky češtiny, která je současně hlasitě nebo bezhlasně artikulována.
Spolu s jednotlivými českými slovy jsou pohybem a postavením rukou ukazovány jednotlivé znaky, převzaté z českého znakového jazyka.“  Tento zákon byl v roce 2008 změněn zákonem č. 384/ 2008 Sb. na Zákon o komunikačních systémech neslyšících a hluchoslepých osob.